# Czaplice (województwo podlaskie)
Czaplice – wieś w Polsce położona w województwie podlaskim, w powiecie łomżyńskim, w gminie Łomża. Leży nad rzeką Łomżyczką, dopływem Narwi.
Wierni kościoła rzymskokatolickiego należą do parafii św. Wojciecha Biskupa i Męczennika w Szczepankowie.

## Historia
W roku 1827 w miejscowości było 8 domów i 59 mieszkańców.
Pod koniec XIX wieku Czaplice zwane Osobne, wieś i folwark w powiecie łomżyńskim, parafia Szczepankowo. Folwark Czaplice Osobne o powierzchni 361 morgów. We wsi osad 6, powierzchnia gruntów uprawnych 5 morgów.
W latach 1921–1939 wieś leżała w województwie białostockim, w powiecie łomżyńskim, w gminie Szczepankowo.
Według Powszechnego Spisu Ludności z 1921 roku wieś zamieszkiwały 302 osoby, 279 było wyznania rzymskokatolickiego, 23 mojżeszowego. Jednocześnie wszyscy mieszkańcy zadeklarowali polską przynależność narodową. Było tu 40 budynków mieszkalnych. Miejscowość należała do parafii rzymskokatolickiej w Szczepankowie. Podlegała pod Sąd Grodzki i Okręgowy w Łomży; właściwy urząd pocztowy mieścił się w Łomży.
W wyniku napaści ZSRR na Polskę we wrześniu 1939 miejscowość znalazła się pod okupacją sowiecką. Od czerwca 1941 roku pod okupacją niemiecką. Od 22 lipca 1941 do 1945 włączona w skład Landkreis Lomscha, Bezirk Bialystok III Rzeszy.
W latach 1954–1959 wieś należała i była siedzibą władz gromady Czaplice, po jej zniesieniu w gromadzie Konarzyce. W latach 1975–1998 miejscowość administracyjnie należała do województwa łomżyńskiego.

## Współcześnie
W Czaplicach funkcjonuje szkoła podstawowa. Budynek wpisany 30 XII 1991 r. do rejestru zabytków pod numerem A-467